# 斐濟足球協會
斐濟足球協會是專門管轄斐濟足球事務的組織。斐濟足球協會成立於1938年，並在1963年加入國際足協。此外，它還是大洋洲足協的成員之一。

## 外部連結
- 官方網頁 （页面存档备份，存于）
- 國際足協網頁 （页面存档备份，存于）
- 大洋洲足協網頁